# Рауха
Ра́уха (фин. Rauha) — посёлок провинции Южная Карелия на берегу озера Сайма, в Финляндии. Ранее принадлежал к общине Йоутсено, а в 2009 году был присоединён к Лаппеэнранте.

## Географическое положение
Расстояние от Рауха до центра Лаппеэнранты составляет 35 км, до Иматры — 7 км.

## Экономика
В 2011 году в посёлке открылся филиал российского фармацевтического производства «Цитомед», построившего в 2013 году первый производственный цех по выпуску препаратов. В июле 2014 года завод начал свою производственную деятельность, планируя выпускать на российский рынок до трех миллионов упаковок лекарств.
В 2011 году была построена гостиница «Holiday Club Saimaa».